# 新疆实验中学
43°46′25″N 87°36′56″E / 43.77357°N 87.61542°E
新疆实验中学，又称乌鲁木齐市第十七中学，是一所位於新疆维吾尔自治区乌鲁木齐市的公立高级中学，新疆维吾尔自治区教育厅直属的首批自治区级重点高中。学校成立于1956年，时称“新疆師範學院附中”，1995年改为现名。是自治区最早的一所民汉合校。学校现任校长为鲁玉平。
新疆实验中学現位于乌鲁木齐市天山区延安路65号。

## 知名校友
- 李阳：疯狂英语创始人。
- 尼格买提·热合曼：中央电视台主持人。
- 木拉提：CBA新疆队已退役球员。